# Zagrebački Paromlin
Zagrebački Paromlin jedan je od najvažnijih zagrebačkih spomenika industrijske arhitekture i zaštićeno kulturno dobro. Njegova je gradnja započeta 1864., a dovršena 1908. te je smješten na slobodnu parcelu s južne strane Glavnog kolodvora. U njegovoj je izgradnji sudjelovalo je više istaknutih arhitekata koji su djelovali u Zagrebu na prijelazu stoljeća: Janko Jambrišak, Gjuro Carnelutti, Janko Holjac, arhitektonski atelijeri Hönigsberg & Deutsch, Štefan i Kalda, te inženjer Josip Dubsky.
Tijekom godina, Paromlin je izmijenio nekolicinu vlasnika te pretrpio dva požara, a 1980-ih godina započele su rasprave o njegovoj prenamjeni. Unatoč interesu vlasti grada i raznih poduzeća te mnogim idejnim projektima, kompleks je uglavnom ostao netaknut sve do urušavanja 2013. godine i sanacijskih pothvata uzrokovanih njime. Krajem 2010-ih godina zemljište se namjeravalo prodati ili založiti, no početkom 2020-ih od prodaje se odustalo te je konačno započet proces obnove kompleksa prema planu prenamjene u gradsku knjižnicu i kulturni centar. Završetak obnove i dogradnje planiran je za prvu polovicu 2026. godine.

## Povijest
Razvoj industrije, a time i industrijske arhitekture u Hrvatskoj, započinje okvirno pedesetih godina 19. stoljeća. Taj će se razvoj osobito ubrzati tijekom šezdesetih i sedamdesetih godina, kada diljem Hrvatske počinju nicati prvi veći industrijski kompleksi.
Jedan od najvažnijih je Kraljevski povlašteni zagrebački parni i umjetni mlin, građen od 1906. do 1908. i smješten između Koncertne dvorane Vatroslav Lisinski i Glavnog željezničkog kolodvora.

Zagrebački Paromlin iznimno je vrijedan kompleks za proučavanje razvoja hrvatske arhitekture, odnosno za proučavanje razvoja novih konstruktivnih sustava i materijala. Dakako, riječ je o primjeni metalnih i armiranobetonskih konstrukcija. I iako je metalna konstrukcija kakva je primijenjena pri njegovoj izgradnji početkom 20. stoljeća bila u uporabi tijekom cijeloga 19. stoljeća, armiranobetonska konstrukcija koju će izvesti glasoviti graditelj Josip Dubsky ne samo što je prva takva poznata konstrukcija u nas, nego je i jedna od prvih primjena armiranog betona uopće.
Važno je istaknuti da je kompleks nastajao u dvije faze – između 1862. i 1906. te od 1906. do 1908, kada poprima današnji izgled. Tijekom tih godina u njegovoj izgradnji sudjelovalo je više istaknutih arhitekata, koji su djelovali u Zagrebu potkraj 19., odnosno na početku 20. stoljeća, a to su Janko Jambrišak, Gjuro Carnelutti, arhitektonski atelijeri Hönigsberg & Deutsch, Štefan i Kalda, Janko Holjac te Josip Dubsky. 
Izgradnju Paromlina potaknula je 1862. skupina zagrebačkih trgovaca predvođena Vatroslavom Egersdorferom. Naime, te godine Družtvo paromlina platilo je »pristojbu za sagradjenje paromlina«, a godinu poslije i pristojbu za »uzidanje magazina«. Prvobitna zgrada zagrebačkog »parnog i umjetnog mlina« izgrađena je dakle 1863, i to prema nacrtima arhitekta Janka Jambrišaka. Godine 1873. Paromlin je pretvoren u veće dioničko društvo.
Devedesetih godina, nakon uvođenja električne struje, Paromlin se elektricifirao i stavio u pogon nove strojeve. Zahvaljujući toj promjeni, i usprkos jakoj konkurenciji ugarskih parnih mlinova, zagrebački je mlin počeo sve uspješnije izvoziti brašno i izvan granica Austro-Ugarske.
Tijekom reorganizacije Paromlina, godine 1895., prema nacrtima arhitekta Gjure Carneluttija na uglu Trnjanske i Koturaške ceste nadograđena je jednokatna administrativna zgrada. Ta je zgrada danas i jedini sačuvani objekt iz prve faze izgradnje paromlinskog kompleksa, koji je stradao u požaru 1906.
Nakon katastrofalnog požara u noći 24. – 25. svibnja 1906., u kojem je u potpunosti uništena zgrada mlina, kreće se u izgradnju potpuno novoga kompleksa, u obliku kakav nam je poznat i danas. Na mjestu Jambrišakove zgrade gradi se prema nacrtima tada utjecajna arhitektonsko-projektantskog atelijera Hönigsberg & Deutsch nova paromlinska zgrada.
Na nju se u istočnom traktu kompleksa nadovezuju: uglovna zgrada transmisija, zgrada skladišta te glasovita armiranobetonska zgrada silosa, izgrađena 1908. prema projektima Josipa Dubskog. Naknadno je silosu pridružena i zgrada skladišta, izvedena prema projektima arhitekata Kalde i Štefana. Od ostalih objekata nastalih prije Prvoga svjetskog rata treba istaknuti i prizemnu zgradu poslovnice, koja je također izgrađena prema projektima te dvojice arhitekata. Do Drugog svjetskog rata nastao je i niz manjih prizemnih pomoćnih objekata, skladišta i radionica, čime će kompleks poprimiti izgled koji zadržava sve do danas. 
Nakon 1945. kompleks zagrebačkoga Paromlina u vlasništvu je Žitokombinata, koji ga tijekom osamdesetih namjerava napustiti. Tada se i prvi put postavlja pitanje njegove prenamjene, koje će ostati neriješeno sve do današnjih dana. Sukladno tome, tadašnji Regionalni zavod za zaštitu spomenika kulture u Zagrebu prvi je Paromlin stručno valorizirao i zaštitio, donoseći 23. veljače 1980. prijedlog »zaštite i osnovne programske koncepcije buduće namjene«, a 14. ožujka 1980. i rješenje o preventivnoj zaštiti, kao spomenika kulture, odnosno spomenika industrijske arhitekture. »Treba ga zaštititi«, stoji u rješenju, »kao jedinstveni primjerak paromlina u Zagrebu, te očuvanjem tog tvorničkog postrojenja, koji je svjedok početka industrijalizacije, pokazati kontinuitet Zagreba kao industrijskog središta«. Potkraj 1985. izrađena je i konzervatorsko-urbanistička dokumentacija za izradu PUP-a tadašnjeg Trga revolucionara (Trg Stjepana Radića) na kojemu se Paromlin nalazi. U toj analizi istaknuto je da se »Arhitektonska i estetska vrijednost kompleksa Paromlina očituje u primjeni suvremenih konstruktivnih rješenja – primjena skeletne konstrukcije: lijevano željeznih stupova i čeličnih profila na zgradi mlina i zgradi transmisije, odnosno kao prva primjena armirano betonske konstrukcije u graditeljstvu Zagreba na zgradi silosa.«
Prvi koncept prenamjene Paromlina iz 1980. odnosio se na Dom radničkog pokreta i revolucije. Jedan od prijedloga bio je Tehnički muzej, no najtrajnija je težnja prenamjene Paromlina prvo u Galeriju, a potom i u Muzej suvremene umjetnosti. Ipak, na sastanku između muzealaca i predstavnika USIZ-a kulture, što je bio održan u tadašnjem Republičkom komitetu za prosvjetu, kulturu i fizičku i tehničku kulturu, nakon opširne rasprave zaključeno je »da muzejsko galerijski sektor nije zainteresiran za taj prostor«. Tada se javila nova ideja, da se prostor Paromlina dodijeli Arhivu Hrvatske. Samo dan prije požara u istom je komitetu održan sastanak na kome je odlučeno »da bi u Paromlinu, kada pogoni presele u Resnik, trebalo smjestiti Arhiv«.
Osmoga ožujka 1988. Paromlin je zadesila tragična sudbina, čija će agonija trajati sve do današnjih dana. »U 2,15 radnike treće smjene OOUR-a Mlin Žitokombinata«, pisat će tadašnji dnevni tisak, »uzdrmao je potmuli prasak, a zatim su primijetili vatru na četvrtom katu zgrade. Ubrzo je zahvatila staru hrastovu konstrukciju pa iako su vatrogasne brigade brzo stigle, a i sami radnici pokušali lokalizirati požar, vatrenu stihiju više ništa nije moglo zaustaviti.« 

## Prenamjena ili rušenje
Nakon požara interes za prostorom Paromlina pokazale su i neke banke, a zbivaju se i mnoge kontradiktornosti, koje će trajati sve do današnjih dana. Naime, 20. travnja 1988. Građevinski institut izrađuje Studiju o upotrebljivosti zidova objekta Paromlin, prema kojoj »nagorjeli zidovi ugrožavaju okolinu pa se trebaju srušiti«. Petnaestoga travnja 1990. Regionalni zavod donosi Prethodnu dozvolu za rušenje mlina, koju će u jednom kasnijem dopisu pojasniti ističući da se nije »dozvolilo rušenje kompleksa Paromlina u cjelini, niti je doneseno Rješenje o prestanku svojstava spomenika kulture tog kompleksa...«. No već 1990, donošenjem PUP-a tadašnjega Gradskog sekretarijata za prostorno uređenje, komunalne poslove, promet i veze, predviđa se potpuno uklanjanje ne samo izgorjele zgrade nego i cijelog kompleksa. Toj odluci godine 1991. suprotstavit će se tadašnji Zavod za zaštitu spomenika kulture i Muzej suvremene umjetnosti. Tada opet postaje aktualna ideja da se Paromlin prenamijeni u muzejski prostor, no oko Božića iste godine Gradska skupština u tisku objavljuje: »Natječaj za financiranje pripreme građevinskog zemljišta na novom trgu grada Zagreba«. Dakako, riječ je o zemljištu na kome se nalazi paromlinski kompleks. 
Godine 1994. u tadašnjem Ministarstvu kulture opet je razmatrana mogućnost prenamjene Paromlina u Muzej, no ta će inicijativa biti trajno otklonjena 1998, kada Skupština grada prihvaća regulacijski plan prema kojem se određuje lokacija za gradnju Muzeja suvremene umjetnosti u Novom Zagrebu. Iste godine objavljen je i oglas kojim Klara – Zagreb, dioničko poduzeće za preradu i promet žitarica u suradnji s većinskim vlasnikom, Hrvatskim mirovinskim osiguranjem, upućuje poziv na natječaj zainteresiranim ulagačima za gradnju poslovnog objekta na mjestu izgorjelog Paromlina. Četiri dana prije zaključenja roka za slanje natječajnih ponuda u javnosti se pojavio program misterioznih kanadskih ulagača, koji na tom prostoru predviđaju kontroverznu izgradnju hotela iz Marriottova lanca.

## Natječaj 1999. i kupnja
Tridesetoga prosinca 1999. raspisan je natječaj za uređenje tadašnjeg neslužbenog Trga domovinske zahvalnosti (Trg Stjepana Radića), na čijem se sjeveroistočnom rubu nalazi paromlinski kompleks. Raspisivač je Gradsko poglavarstvo, a provoditelji Udruženje hrvatskih arhitekata i Društvo arhitekata Zagreba. I premda se u njegovu raspisu štiti prostor Paromlina, zbog nepostojanja kvalitetne valorizacije prostora i ispolitiziranosti cijele priče, natječaj je neslavno završio.
Prema prijedlogu GUP-a što ga je Gradski zavod za planiranje razvoja Grada i zaštitu okoliša stavio 2000. na javnu raspravu, a u suradnji s Gradskim zavodom za zaštitu spomenika kulture i prirode, »s obzirom na opseg, vrstu i karakteristike nepokretnih kulturnih dobara« prostor Trnja, odnosno Paromlina, ušao je u tzv. B-područje, koje pokriva prošireni prostor prve kontaktne zone Povijesne urbane cjeline grada »na koju se proteže ukupan režim zaštite registriranog spomenika kulture«. 
Grad Zagreb kupio je Paromlin i njegovo zemljište 2005. godine, a Milan Bandić tada je izjavio da će zgradu popraviti u 6 mjeseci, što se u konačnici nije dogodilo. Dana 7. rujna 2011. ondje je ipak svečano otvoreno besplatno javno parkiralište, sagrađeno ispred kompleksa, s 550 parkirnih mjesta. Parkiralište je kasnije izmijenjeno: u ožujku 2013. izjavljeno je da će 250 mjesta biti rezervirano za zaposlenike uprave, a 300 mjesta za javnu uporabu, koja će se nadalje naplaćivati kao druga zona.

## Urušavanje zidova 2013.
Dugogodišnja nebriga za sanaciju prostora paromlina dovela je do daljnjeg propadanja građevine. Poglavarstvo grada napravilo je 2011. godine prijedlog sanacije, kojim bi se prostor ustupio investitoru uz obvezu sanacije, restauracije i stavljanja zgrade u funkciju. Ipak, prijedlog nije zaživio. Dana 9. veljače 2013. godine urušio se cijeli južni zid glavne zgrade Paromlina, a daljnje urušavanje dogodilo se pred jakim naletima vjetra 11. studenog iste godine, kada su se urušili skoro cijeli sjeverni i dobar dio zapadnog zida.

### Plansko rušenje u srpnju 2014. i kupovina
Dana 26. lipnja 2014. godine dio građevine počeli su rušiti do temelja bageri privatne građevinske tvrtke »Paron« po nalogu iz Ureda Grada Zagreba. To rušenje, koje je Vanja Vesić iz Novog lista nazvala ilegalnim, pokrenuto je bez informiranja javnosti i medija te prethodnog savjetovanja sa stručnim konzervatorima i arhitektima. Prema navodima medija, Ministarstvo kulture RH također nije bilo informirano o tome da je rušenje započeto, već je ministrica kulture Andrea Zlatar Violić dobila osobno pismo od gradonačelnika Milana Bandića, uz službenu zamolbu Ministarstvu kulture da dozvoli hitno uklanjanje dijela zgrade. Zbog takvog je postupanja pokrenut upravni inspekcijski postupak DORH-a protiv Grada Zagreba kako bi se točno utvrdilo tko je odgovoran za radove.
Postupak je privukao negativnu pozornost na gradsku upravu i gradonačelnika Milana Bandića. U medijima se rušenje nazvalo »skandaloznim« i »kulturocidom« te su iznesene razne kritike gradske vlasti, kao i nedjelotvornosti policije. Opozicijska stranka Za grad dovela je bager pred Gradsku upravu Zagreba u prosvjedu rušenja, a usto su podigli i kaznenu prijavu protiv izvođača radova, tvrdeći da za rušenje nije bilo valjane pravne osnove.

### Planirana prodaja
Godine 2020. uprava grada najavila je prodaju raznih zemljišta s propalim građevinama, među njima i Paromlin za 75 milijuna kuna (10 milijuna eura), a predviđena dobit trebala je doprinijeti gradskome proračunu. Na pitanja novinara, Bandić je odgovorio da se ne radi o prodaji, već o zalogu kojim bi se potpomoglo Gradu da »prebrodi krizu i preživi«, a pročelnica financija Danijela Juroš Pečnik izjavila je da je odluka donesena kao reakcija na smanjene prihode i »socijalnu krizu«. Nastavno na to, zaključila je da kompleks Paromlina obuhvaća tek dio zemljišta, a da se onaj slobodni i dalje može prodati.

## Obnova
Godine 2022. gradska je uprava Tomislava Tomaševića donijela proračun za 2023. godinu, u kojemu je 500 milijuna kuna (66 milijuna eura) bilo predviđeno za obnovu Paromlina, čija je prenamjena umjesto njegove prodaje bila jedna od točaka predizborne kampanje nove gradske vlasti. Projekt je nastavljen na idejno rješenje studija UPI-2M izabrano na natječaju iz 2018. godine kojim se zgradu zamislio kao »multifunkcionalan« prostor, a najavljena je i prijava za sredstva Europske unije kako bi se projekt ostvario. Ova obnova smatrana je »najvećim kapitalnim projektom« u tom mandatu gradske uprave.
Radovi na lokaciji započeli su u travnju 2024. godine, a vrijednost projekta procijenjena je na 85 milijuna eura, s 50-postotnim sufinanciranjem iz europskih fondova za integrirana teritorijalna ulaganja te djelomičnim zajmom od Europske investicijske banke (EIB). Projekt je predviđao knjižnicu, dvije dvorane s kumulativnih 450 mjesta, izložbeni prostor i dvoetažnu podzemnu javnu garažu, a ti bi prostori činili novu Knjižnicu grada Zagreba i društveno-kulturni centar. Prema izvješćivanju Poslovnog dnevnika, EIB je projekt »prepoznala […] kao 100% klimatsku akciju, što ga čini prvim takvim infrastrukturnim projektom u Hrvatskoj«. Ta oznaka, objašnjava Borivoje Dokler, naznačuje da se radi o projektu koji maksimalno iskorištava obnovljivu energiju te je izrazito otporan na vremenske uvjete uzrokovane klimatskim promjenama.

## Vanjske poveznice
|  | Zajednički poslužitelj ima još gradiva o temi Zagrebački Paromlin |